# On The Shoulders of Giants
On The Shoulders of Giants är en sammanställning av redigerade och kommenterade vetenskapliga texter av den brittiska teoretiska fysikern Stephen Hawking, utgiven 2002. Boken innehåller texter skrivna av Isaac Newton, Albert Einstein, Galileo Galilei, Johannes Kepler, och Nicolaus Copernicus, samt en del av deras verk och prestationer.